# Cholnoky Imre (ügyvéd, 1820–1901)
Idősb Cholnoky Imre, Csolnoky (Kecskemét, 1820. május 21. – Dunaföldvár, 1901. április 25.) ügyvéd, jogi szakíró.

## Élete
Cholnoky Imre és villei Pribék Katalin fia. Középiskolai tanulmányait szülővárosában kezdette, melyeket Pesten, Székesfehérvárott és Vácon folytatott; a jogot Győrött és Pesten hallgatta. 1841-ben köz-, 1843-ban váltóügyvéd lett és 1848-ig Pesten ügyvédkedett. 1845-ben Hont-, 1846-ban Nógrád megye iktatta táblabírái közé. Politikai pályáját 1842-ben Fehér megyében kezdette, ahol az akkori liberális (oppositio) pártba lépett. Az 1848-iki márciusi napokban tagja volt a nemzetőri haditanácsnak és a Fekete sereget, majd később az Etele vadász-csapatot alakította és mint főhadnagy a 36. honvéd-zászlóaljhoz osztatott be; több csatában vett részt és 1849-ben Kiss Ernő főhadparancsnok segéde lett; innét Asbóth Lajos tábornok parancsnoksága alatt alakult 132. zászlóaljhoz helyeztetett át őrnagyi és parancsnoki ranggal. A fegyverletétel után Tolna megyébe bölcskei birtokára menekült. 1850 januárjában haditörvényszék elé idéztetett és 15 évi várfogságra itélték; fél év múlva azonban szabadon bocsátották; de 1853-ban az ügyvédség gyakorlásától eltilották; később Bölcskén ügyvédkedett. Az alkotmány életbe lépte után ismét az ellenzékhez csatlakozott és megyéjében a középbalpárt egyik vezérszereplője volt; a fúzió alkalmával a Függetlenségi Párthoz csatlakozott. Később mint ügyvéd Dunaföldváron élt. Jogi és történelmi cikkeket írt a Tolnamegyei Közlöny tárcájába.

## Házassága és gyermekei
1843. április 17-én Bolcskén feleségül vette a nemesi származású tótváradjai Kornis családnak a sarja, tótváradjai Kornis Konstancia Erzsébet Alojzia Antónia Apollónia (1822-?), akinek a szülei idősebb tótváradjai Kornis Pál (1780–1835) Tolna vármegye esküdtje, szolgabirája, főügyésze, táblabíró, földbirtokos, anyja lukanényei Luka Mária (1789–1855) voltak. A menyasszonynak a fivérei tótváradjai Kornis Pál (1824–1876), ügyvéd, 1848-as honvédszázados, földbirtokos, valamint tótváradjai Kornis László, szolgabíró, esküdt, 1848-as honvéd főhadnagy, földbirtokos. Cholnoky Imre és tótváradjai Kornis Konstancia frigyéből született:
- csolnokosi Cholnoky Konstancia (Pest, 1844. szeptember 2.–Bölcske, 1875. június 16.). Férje: Hrabovszky Lucian.
- csolnokosi Cholnoky Mária (Pest, 1848. február 10.)
- csolnokosi Cholnoky Pál (Pest, 1850. november 12.–Cegléd, 1875. május 15.), színész.
- csolnokosi ifjabb Cholnoky Imre (Bölcske, 1851. február 23.–  Szatmár, 1915. november 9.) ügyvéd, király közjegyző, Szatmár vármegye törvényhatósági bizottságának tagja.
- csolnokosi Cholnoky Mária (Bölcske, 1853. január 25.). Férje: Sisák Ferenc.
- csolnokosi Cholnoky Lajos (Bölcske, 1855. január 5.–Bölcske, 1875. április 30.), technikus.
- csolnokosi Cholnoky Ludovika (Bölcske, 1855. január 5.–Bölcske, 1855. március 31.).
- csolnokosi Cholnoky Erzsébet (Bölcske, 1857. március 2.–Budapest, 1920. április 15.). Férje: Thomka Kálmán.
- csolnokosi Cholnoky Klementina (Bölcske, 1858. július 6.–Budapest, 1912. június 20.). Férje: Toperczer Rezső.
- csolnokosi Cholnoky Klementina (Bölcske, 1858. július 6.–Budapest, 1912. június 20.). Férje: Toperczer Rezső.
- csolnokosi Cholnoky Béla (Bölcske, 1859. március 20.–Budapest, 1883. április 17.). katonatiszt.
- csolnokosi Cholnoky István (Bölcske, 1861. november 12.–Bölcske, 1861. november 24.).
- csolnokosi Cholnoky Sándor, ügyvéd Dunaföldváron.

## Munkája
- Váltóeljárási rendszer megyékre és városokra nézve. Pest, 1847. Online